# (17356) Витязев
(17356) Витязев (лат. Vityazev) — типичный астероид главного пояса, открыт 9 августа 1978 года советским астрономом Николаем Черных в Крымской астрофизической обсерватории и 1 мая 2003 года назван в честь астронома Вениамина Витязева.

## Обнаружение и именование
(17356) Витязев
Открыт 9 августа 1978 года в Крымской астрофизической обсерватории Н. С. Черных.
Вениамин Владимирович Витязев (р. 1943) — профессор Санкт-Петербургского университета и директор Астрономического института им. В. В. Соболева, внёс вклад в разработку фундаментальных систем звёздных каталогов и в обнаружение с помощью вейвлет-анализа периодичности вращения Земли.
Оригинальный текст (англ.)17356 Vityazev
Discovered 1978 Aug. 9 by N. S. Chernykh at the Crimean Astrophysical Observatory.
Veniamin Vladimirovich Vityazev (b. 1943), a professor at St. Petersburg University and director of the V. V. Sobolev Astronomical Institute, has contributed to the elaboration of fundamental stellar catalogue systems and to the detection by wavelet analysis of periodicities in the earthʹs rotation.
Источники: REF: 20030501/MPCPages.arc; M.P.C. 48395.

## Орбита

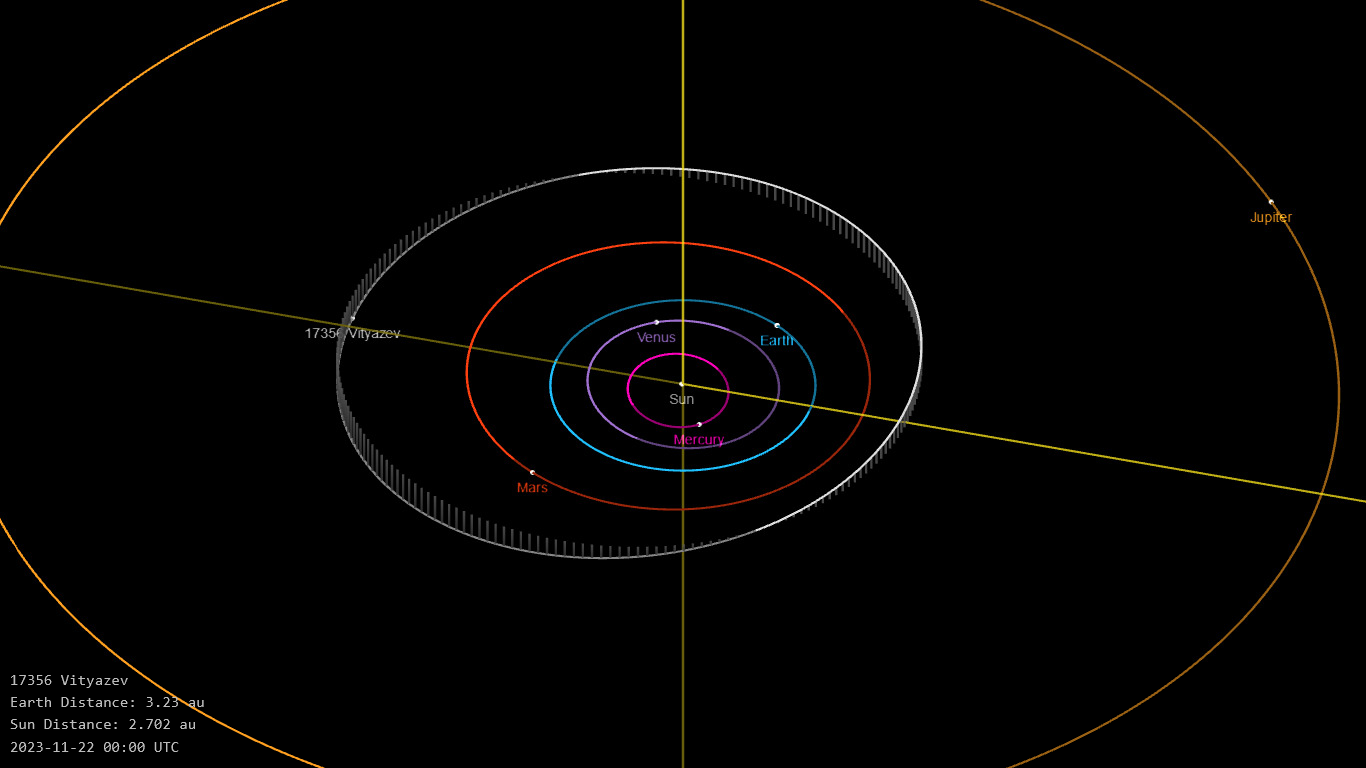
Орбита астероида Витязев и его положение в Солнечной системе

## Физические характеристики
Из обзора SDSS-based Asteroid Taxonomy V1.1 следует, что астероид относится к таксономическому классу S.
Согласно версии 12.0 набора данных, содержащей параметры звёздной величины для всех пронумерованных по состоянию на апрельскую серию циркуляров малых планет за 2008 год астероидов, абсолютная звёздная величина астероида оценивалась равной 14,4m.